# Entwicklungsstrategie
Unter Entwicklungsstrategie versteht man ein langfristiges Vorgehen, um die Entwicklungsdefizite der Entwicklungsländer zu beseitigen. Die Entwicklungsstrategie stellt einen Teil der Entwicklungspolitik wirtschaftlich dar.

## Geschichte
Die Entwicklungsstrategie ist ein Teil der Entwicklungspolitik. Zur Geschichte siehe deshalb bei Entwicklungspolitik.

## Aktuelle Entwicklungsstrategie
1996 wurde vom Development Assistance Committee (DAC) der OECD eine Entwicklungsstrategie für das 21. Jahrhundert vorgelegt, mit dem Ziel, bis zum Jahr 2015 den Anteil der extrem Armen trotz wachsender Weltbevölkerung zu halbieren. Diese Ziele bildeten die Grundlage für die im September 2000 von der UN-Generalversammlung verabschiedeten Millennium-Entwicklungsziele (siehe Millennium-Gipfel).

## Die verschiedenen entwicklungspolitischen Strategien

### Strategie des ungleichgewichtigen Wachstums (Polarisierungsstrategie)
Die Strategie des ungleichgewichtigen Wachstums sieht, wegen der begrenzten Investitionsmittel, die beste Möglichkeit zur Einleitung einer Gesamtentwicklung in der konzentrierten Förderung einzelner Schlüsselindustrien oder auch Wachstumszentren. Sie geht davon aus, dass von einem solchen Zentrum Entwicklungsimpulse auf umliegende Regionen ausgehen, oder diese positive Effekte auf die Umgebung ausüben. Dies äußert sich beispielsweise in steigender Nachfrage und neuen Arbeitsplätzen.
Da die Förderung einzelner Zentren zeitweilig eine Verstärkung regionaler Disparitäten hervorruft, befürchten Kritiker, dass sich die Unterschiede auf Dauer sogar verschlimmern anstatt verringern könnten.

### Strategie des gleichgewichtigen Wachstums (Balanced Growth)
Die Strategie des gleichgewichtigen Wachstums geht davon aus, dass ein sich selbst tragendes Wirtschaftssystem nur erreicht werden kann, indem in einem großen Gesamtkonzept eine Vielzahl von aufeinander abgestimmten und gleichzeitig vorgenommenen Investitionen getätigt werden. Die Verfolgung dieser Strategie ist jedoch sehr kapitalintensiv.

### Abkopplungsstrategie
Die Abkopplungsstrategie fordert ein Abtrennen der Entwicklungsländer vom Weltmarkt. Sie richtet sich nach dem Vorbild des chinesischen Entwicklungsweges unter Mao („autozentrierte Entwicklung“) und zielt darauf ab, eine eigenständige Wirtschaft und Gesellschaft, gestützt auf eigene Ressourcen und Bedürfnisse, aufzubauen. Die Umsetzung ist jedoch schwierig, da die Entwicklungsländer oft sehr unterschiedlich mit Ressourcen ausgestattet sind und die Binnenmarktgrößen oft nicht ausreichen.
Oft wird diese Theorie als Dependenztheorie betitelt, auch wenn die eigentliche Dependenztheorie noch weitere Details vorsieht. Siehe hierzu auch: Deglobalisierung

### Grundbedürfnisstrategie
Die Grundbedürfnisstrategie ist eine moderne Entwicklungsstrategie und basiert weder auf den klassisch kapitalistischen noch auf den marxistisch-leninistischen Entwicklungstheorien.
Sie soll nur eine Hilfe zur Selbsthilfe darstellen und versucht, die materiellen und immateriellen Grundbedürfnisse der von Unterentwicklung betroffenen Teile der Bevölkerung zu decken. Wirtschaftliche Interessen stehen hier im Hintergrund.

### Weitere Entwicklungsstrategien
- Strategie der Wachstumspole
- Strategie der Entlastungsorte
- Strategie der Mittelzentren
- Strategie der Cluster

## Kritik
In der neuere Entwicklungsforschung wird häufig die Kritik an diesen Strategien geäußert, dass diese auf eurozentristischen Theorien zu Entwicklung fußen.
Eine Überwindung dieser eurozentristischen Konzepten hat sich auch die Nord-Süd-Forschungszusammenarbeit zum Ziel gesetzt. Im Rahmen dieser Zusammenarbeit von Forschenden aus dem Globalen Norden und dem Globalen Süden werden alternative Strategien und Theorien entwickelt, die Lösungen für globale und lokale Probleme finden sollen.